# Taipei Story
Taipei Story (青梅竹馬 Qīngméi Zhúmǎ) è un film del 1985, diretto dal regista taiwanese Edward Yang. Il titolo originale, traducibile alla lettera come "prugna verde e cavallo di bambù", è un riferimento ad una poesia, incentrata sugli amori ed i desideri della giovinezza, di Li Bai, poeta cinese vissuto durante la dinastia Tang.
Gli attori protagonisti sono il regista Hou Hsiao-hsien, anche coautore della sceneggiatura, e la cantante Tsai Chin, divenuta poi moglie del regista. È uno dei primi film del Nuovo Cinema di Taiwan.

## Trama
Il film racconta la storia di una giovane donna, Qin, che tenta di navigare nel labirinto della moderna Taipei e di trovare un futuro nella città. Qin spera che le chiavi del suo futuro siano nelle mani del suo fidanzato, Lon. Egli tuttavia è fermo in un passato fatto di baseball e di lealtà tradizionale che lo spinge a sperperare il proprio denaro pur di aiutare il padre di lei a tirarsi fuori dal mare di problemi finanziari in cui si ritrova.

## Critica e temi
Il film è una critica del regista verso la società medio-borghese, identificata dalla fragilità emotiva dell'eroina della storia, mascherata in modo vano dagli occhiali da sole, che porta giorno e notte. Mentre lei cerca di fuggire dal passato, il suo amore ci si aggrappa idealisticamente, secondo una rigidità confuciana per la quale Yang mostra sempre meno pazienza.